# Lars Leijonborg
Lars Erik Ansgar Leijonborg, (Täby, 21 november 1949) is een Zweeds politicus. Hij is lid van de Liberalerna, waarvan hij tussen 1997 en 2007 de partijleider was. Tevens was hij minister van Onderwijs (2006–2007) en Hoger Onderwijs (2007–2009) in de Zweedse regering onder premier Fredrik Reinfeldt.

## Politieke loopbaan
Lars Leijonborg volgde een studie maatschappelijk werk aan de Universiteit van Stockholm en voltooide deze in 1974. Tijdens zijn studiejaren sloot hij zich aan bij de Liberala ungdomsförbundet, de jongerenorganisatie van de Folkpartiet Liberalerna (Liberale Volkspartij). Hiervan werd hij in 1971 de voorzitter. Van 1980 tot 1983 was hij partijsecretaris en bij de Zweedse verkiezingen van 1985 werd hij voor het eerst verkozen in de Rijksdag, het Zweedse parlement.
Als parlementslid klom Leijonborg door de jaren heen verder op binnen de liberale partij. In maart 1997 werd hij unaniem verkozen tot partijleider, als opvolger van Maria Leissner. Zijn lijsttrekkerschap bij de parlementsverkiezingen van 1998 werd echter geen succes: de liberalen slaagden er maar nipt in de kiesdrempel te halen en behaalden met 4,7% van de stemmen hun slechtste verkiezingsresultaat in tachtig jaar. Hoewel verschillende partijleden hierop pleitten voor zijn ontslag, wist Leijonborg zijn positie te behouden. Vier jaar later, bij de verkiezingen van 2002, volgde een verrassende ommekeer toen de partij er ineens 31 zetels bij kreeg en daarmee uitgroeide tot de derde partij van het land. Onder meer de wat strengere standpunten tegenover immigratie zouden aan deze winst hebben bijgedragen. Regeringsdeelname kwam er echter niet: de liberalen bleven oppositie voeren tegenover het toenmalige sociaaldemocratische kabinet van premier Göran Persson.
In de aanloop naar de parlementsverkiezingen van 2006 werd Leijonborg in verlegenheid gebracht toen bleek dat een partijlid het computernetwerk van de Sociaaldemocratische partij had gehackt en de buitgemaakte informatie in de eigen verkiezingscampagne werd gebruikt. Het schandaal leidde de liberalen naar een verlies van 20 zetels. Desondanks wist de Allians för Sverige (de alliantie die Leijonborg in 2004 samen met zijn centrumrechtse collega-partijleiders van Moderaterna, Centerpartiet en Kristdemokraterna had opgericht) wel een meerderheid te behalen. Daardoor kon een regering worden gevormd onder leiding van premier Fredrik Reinfeldt. In het kabinet, dat op 6 oktober 2006 aantrad, werd Leijonborg benoemd tot minister van Onderwijs.
In september 2007 trad Leijonborg af als partijleider en werd hij opgevolgd door Jan Björklund, die ook zijn functie als minister van Onderwijs overnam. Leijonborg bleef echter wel actief in de Zweedse regering: hij werd minister van Hoger Onderwijs en Onderzoek, een nieuw gecreëerde functie onder Björklund. In juni 2009 legde Leijonborg zijn ministerschap neer en nam hij tevens, na bijna 24 jaar, afscheid van de Rijksdag. Vervolgens werd hij bestuurder, onder meer van het Karolinska-instituut (2013–2016) en de Friskolornas riksförbund (2016–2021).
- Gemeinsame Normdatei: 1193534178
- International Standard Name Identifier: 0000 0000 5183 6407
- KulturNav: 5730aab2-ac5d-44a3-a77e-bb0abdf976c6
- Library of Congress Control Number: n91098375
- LIBRIS: 202040
- Virtual International Authority File: 63191572
- WorldCat: E39PBJmpf3VwV6t8GJrD8vB773